# لیگ دسته دوم فوتبال ایران ۰۲–۱۴۰۱
لیگ دسته دوم فوتبال ایران ۰۲–۱۴۰۱ بیست و دومین دوره لیگ دسته دوم فوتبال ایران است.

## تیم‌ها
فهرست زیر شامل تیم‌های حاضر در فصل ۰۲–۱۴۰۱ می‌باشد.
| - سپیدرود رشت - فولاد نوین خوزستان - شهید اورکی اسلامشهر - نود ارومیه - مس سونگون ورزقان - اسپاد تهران - ماشین‌سازی تبریز - اترک بجنورد - ایمان سبز شیراز - پاس همدان - بعثت کرمانشاه - فولاد هرمزگان - پانیک تالش - ویستا توربین تهران |  | - شاهین بوشهر - شهرداری بندرعباس - شهید قندی یزد - شهدای رزکان البرز - شهرداری بندر ماهشهر - نیروی زمینی - شهدای بابلسر - مس نوین کرمان - نفت و گاز گچساران - شهرداری نوشهر - شهرداری بم - آریو اسلامشهر - داماش گیلان - کیان سام بابل |

### ورزشگاه‌ها
| تیم                 | شهر      | ورزشگاه                | ظرفیت |
| ------------------- | -------- | ---------------------- | ----- |
| ویستاتوربین تهران   | تهران    | کارگران تهران          | ۵۰۰۰  |
| نیروی زمینی         | تهران    | غدیر تهران             | ۱۵۰۰۰ |
| اسپاد تهران         | تهران    | شهید کشوری تهران       | ۱۵۰۰۰ |
| شهید اورکی اسلامشهر | اسلامشهر | شهدای اسلامشهر         | ۷۰۰۰  |
| آریو اسلامشهر       | اسلامشهر | امام خمینی اسلامشهر    | ۱۲۰۰۰ |
| شهدای رزکان البرز   | کرج      | انقلاب کرج             | ۱۵۰۰۰ |
| پاس همدان           | همدان    | شهید حاجی بابایی همدان | ۱۰۰۰۰ |
| سپیدرود             | رشت      | سردار جنگل رشت         | ۱۵۰۰۰ |
| داماش گیلان         | رشت      | سردار جنگل رشت         | ۱۵۰۰۰ |
| پانیک تالش          | تالش     | پوریای ولی تالش        | ۵۰۰۰  |
| شهرداری نوشهر       | نوشهر    | شهدای نوشهر            | ۱۵۰۰۰ |
| شهدای بابلسر        | بابلسر   | شهدای بابلسر           | ۵۰۰۰  |
| ماشین‌سازی تبریز     | تبریز    | شهید سلیمانی تبریز     | ۱۰۰۰۰ |
| مس سونگون ورزقان    | ورزقان   | مرزداران تبریز         | ۵۰۰۰  |
| نود ارومیه          | ارومیه   | شهید باکری ارومیه      | ۱۵۰۰۰ |
| کیان سام بابل       | بابل     | شهدای هفتم تیر بابل    | ۱۵۰۰۰ |
| اترک بجنورد         | بجنورد   | ۱۹ مهر بجنورد          | ۵۰۰۰  |
| قندی یزد            | یزد      | شهید نصیری یزد         | ۱۵۰۰۰ |
| ایمان سبز شیراز     | شیراز    | حافظیه شیراز           | ۵۰۰۰  |
| مس نوین کرمان       | کرمان    | باهنر کرمان            | ۱۵۰۰۰ |
| شهرداری بم          | بم       | فجر بم                 | ۵۰۰۰  |
| شهرداری ماهشهر      | ماهشهر   | شهدای ماهشهر           | ۱۰۰۰۰ |
| فولاد نوین اهواز    | اهواز    | اختصاصی فولاد خوزستان  | ۳۰۰۰۰ |
| نفت و گاز گچساران   | گچساران  | شهدای نفت گچساران      | ۵۰۰۰  |
| بعثت کرمانشاه       | کرمانشاه | آزادی کرمانشاه         | ۱۵۰۰۰ |
| شاهین بوشهر         | بوشهر    | بهشتی بوشهر            | ۵۰۰۰  |
| فولاد هرمزگان       | بندرعباس | تختی بندرعباس          | ۱۰۰۰۰ |
| شهرداری بندر عباس   | بندرعباس | خلیج فارس بندرعباس     | ۱۰۰۰۰ |

## جدول لیگ

### گروه (۱)
| رتبه | تیم                    | بازی | برد | مساوی | باخت | گل زده | گل خورده | گل تفاضل | امتیاز | صعود یا سقوط                   |
| ---- | ---------------------- | ---- | --- | ----- | ---- | ------ | -------- | -------- | ------ | ------------------------------ |
| ۱    | مس سونگون ورزقان (P)   | ۲۴   | ۱۷  | ۳     | ۴    | ۵۱     | ۱۸       | ۳۳+      | ۵۴     | صعود به لیگ آزادگان            |
| ۲    | فولاد نوین اهواز (Q)   | ۲۴   | ۱۴  | ۷     | ۳    | ۳۶     | ۱۵       | ۲۱+      | ۴۹     | صعود به پلی‌آف                  |
| ۳    | فولاد هرمزگان          | ۲۴   | ۱۰  | ۸     | ۶    | ۲۷     | ۱۹       | ۸+       | ۳۸     |                                |
| ۴    | سپیدرود رشت            | ۲۴   | ۱۰  | ۷     | ۷    | ۲۵     | ۱۷       | ۸+       | ۳۷     |                                |
| ۵    | پاس همدان              | ۲۴   | ۹   | ۷     | ۸    | ۲۴     | ۲۹       | ۵−       | ۳۴     |                                |
| ۶    | شهید اورکی اسلامشهر    | ۲۴   | ۷   | ۱۰    | ۷    | ۲۱     | ۱۷       | ۴+       | ۳۱     |                                |
| ۷    | بعثت کرمانشاه          | ۲۴   | ۷   | ۹     | ۸    | ۲۲     | ۲۷       | ۵−       | ۳۰     |                                |
| ۸    | پانیک تالش             | ۲۴   | ۶   | ۱۰    | ۸    | ۲۱     | ۲۵       | ۴−       | ۲۸     |                                |
| ۹    | اسپاد تهران            | ۲۴   | ۶   | ۹     | ۹    | ۱۷     | ۲۱       | ۴−       | ۲۷     |                                |
| ۱۰   | نود ارومیه             | ۲۴   | ۵   | ۱۰    | ۹    | ۱۸     | ۲۵       | ۷−       | ۲۵     |                                |
| ۱۱   | اترک بجنورد            | ۲۴   | ۶   | ۶     | ۱۲   | ۲۷     | ۳۹       | ۱۲−      | ۲۴     |                                |
| ۱۲   | ایمان سبز شیراز        | ۲۴   | ۵   | ۹     | ۱۰   | ۱۷     | ۲۹       | ۱۲−      | ۲۴     |                                |
| ۱۳   | ویستا توربین تهران (R) | ۲۴   | ۴   | ۵     | ۱۵   | ۲۲     | ۴۷       | ۲۵−      | ۱۷     | سقوط به مرحله دوم لیگ دسته سوم |

- نکته: تیم فوتبال ماشین‌سازی تبریز پس از حضور نیافتن در دو مسابقه، از جدول کنار گذاشته شد.

### گروه (۲)
| رتبه | تیم                   | بازی | برد | مساوی | باخت | گل زده | گل خورده | گل تفاضل | امتیاز | صعود یا سقوط                   |
| ---- | --------------------- | ---- | --- | ----- | ---- | ------ | -------- | -------- | ------ | ------------------------------ |
| ۱    | نفت و گاز گچساران (P) | ۲۶   | ۱۷  | ۶     | ۳    | ۳۹     | ۱۱       | ۲۸+      | ۵۷     | صعود به لیگ آزادگان            |
| ۲    | داماش گیلان (Q)       | ۲۶   | ۱۴  | ۹     | ۳    | ۲۸     | ۱۱       | ۱۷+      | ۵۱     | صعود به پلی‌آف                  |
| ۳    | شهدای رزکان البرز     | ۲۶   | ۱۴  | ۷     | ۵    | ۲۷     | ۱۸       | ۹+       | ۴۹     |                                |
| ۴    | شهرداری نوشهر         | ۲۶   | ۱۲  | ۶     | ۸    | ۲۷     | ۱۶       | ۱۱+      | ۴۲     |                                |
| ۵    | شهرداری ماهشهر        | ۲۶   | ۱۱  | ۸     | ۷    | ۲۴     | ۱۵       | ۹+       | ۴۱     |                                |
| ۶    | شهید قندی یزد         | ۲۶   | ۱۱  | ۶     | ۹    | ۲۷     | ۲۳       | ۴+       | ۳۹     |                                |
| ۷    | شهرداری بم            | ۲۶   | ۹   | ۹     | ۸    | ۲۱     | ۱۷       | ۴+       | ۳۶     |                                |
| ۸    | آریو اسلامشهر         | ۲۶   | ۷   | ۱۱    | ۸    | ۲۳     | ۱۶       | ۷+       | ۳۲     |                                |
| ۹    | شهدای بابلسر          | ۲۶   | ۸   | ۴     | ۱۴   | ۱۷     | ۳۶       | ۱۹−      | ۲۸     |                                |
| ۱۰   | نیروی زمینی تهران     | ۲۶   | ۷   | ۶     | ۱۳   | ۱۳     | ۲۶       | ۱۳−      | ۲۷     |                                |
| ۱۱   | شهرداری بندرعباس      | ۲۶   | ۵   | ۱۰    | ۱۱   | ۱۹     | ۳۰       | ۱۱−      | ۲۵     |                                |
| ۱۲   | شاهین تابان بوشهر     | ۲۶   | ۶   | ۶     | ۱۴   | ۱۴     | ۳۴       | ۲۰−      | ۲۴     |                                |
| ۱۳   | کیان سام بابل (R)     | ۲۶   | ۵   | ۸     | ۱۳   | ۱۸     | ۲۹       | ۱۱−      | ۲۳     | سقوط به مرحله دوم لیگ دسته سوم |
| ۱۴   | مس نوین کرمان (R)     | ۲۶   | ۲   | ۱۲    | ۱۲   | ۱۶     | ۳۱       | ۱۵−      | ۱۸     | سقوط به مرحله دوم لیگ دسته سوم |

## بازی فینال
| نفت و گاز گچساران | ۱–۱ | مس سونگون ورزقان |
| ----------------- | --- | ---------------- |
| سعید کریمی ۳+۹۰'  |     | علی فتحی ۳۲'     |
| ضربات پنالتی      |     |                  |
|                   | ۳–۴ |                  |

## پلی‌آف صعود

### بازی رفت
| داماش گیلان                         | ۲–۰ | فولاد نوین خوزستان |
| ----------------------------------- | --- | ------------------ |
| سجاد قلی‌بیگی ۴۹' · میعاد یزدانی ۶۳' |     |                    |

### بازی برگشت
| فولاد نوین خوزستان | ۰–۱ | داماش گیلان |
| ------------------ | --- | ----------- |
| یوسف کی‌شمس         |     |             |

## پلی‌آف سقوط

### بازی رفت
| کیان سام بابل               | ۰–۲ | ویستا توربین تهران |
| --------------------------- | --- | ------------------ |
| احسان قبادی · حسین باباجانی |     |                    |

### بازی برگشت
| ویستا توربین تهران | ۰–۱ | کیان سام بابل |
| ------------------ | --- | ------------- |
| نامعلوم (P)        |     |               |